# Mapa de Nuzi
El Mapa de Nuzi (també conegut com a Mapa de Gasur) és el mapa topogràfic més antic trobat fins hui. El van descobrir durant les excavacions de Yorghan Tepe, que amagaven l'antiga ciutat mesopotàmica de Nuzi, anomenada Gasur en accadi, hui al nord de l'Iraq. Es troba en una tauleta d'argila del període accadi.
Es desconeix exactament el traçat del mapa, malgrat que es conserva la major part de la tauleta, que és en realitat un dels anomenats Textos de Nuzi (o de Gasur). Se sap que és anterior a la invasió de la ciutat de Gasur pels hurrites, que la van rebatejar com a Nuzi. Entre les més de 5.000 tauletes trobades al jaciment, sobretot entre les que contenen documentació legal, econòmica i comercial, es trobà el mapa el 1930, que la majoria d'experts data del període antic accadi (c. 2360-2180 abans de la nostra era).
Llavors, Gasur era un nucli comercial pròsper i els textos revelen una comunitat comercial d'importància. És possible que Ebla fos un dels seus socis comercials i que la tauleta, en comptes d'un registre de les propietats de la terra, siga un mapa de carreteres. La tauleta, que fa uns 6 × 6,5 cm, està inscrita només en l'anvers. Mostra esquemàticament els voltants de la ciutat de Gasur i la ciutat de Maskan-dur-ebla, representades amb un cercle, al cantó inferior esquerre, així com un canal o riu central, anomenat Rahium i dues cadenes muntanyenques, representades en dues franges amb petites semicircumferències, així com els punts cardinals en referència als noms dels vents, nord, est i oest, tot i que li manca el sud.
Pareix estar fet amb un dibuix a escala i representa una zona de conreu de regadiu indicada amb una extensió de 354 iku, que pertany a una persona anomenada Azala.
Es conserva encara al Harvard Museum of the Ancient Near East.